# 貝爾格拉諾德語
貝爾格拉諾德語（德語：Belgranodeutsch）是一種混合德語和西班牙語、用於移居阿根廷首都布宜諾斯艾利斯的德國人後代之間語言，尤其通行於布宜諾斯艾利斯的貝爾格拉諾區。
這個名稱可追溯自該市的貝爾格拉諾區，在廿世紀中期時許多德國移民居住於該區。在那的「佩斯塔羅齊學校」（到1990年為止另有Goethe-Schule）也將其雙語的重心放置在德語上。
貝爾格拉諾德語的基本辭彙為德語，並混有西班牙語的辭彙，因此它的名詞和形容詞或動詞等不斷地在兩種語言間轉換。動詞轉換時其變位也換自動改成德語的變位模式。
该語言至今依舊被使用，且可和美國的Spanglish相比擬。
英語對西班牙語也有類似的效應，阿根據西班牙語和英語的混合可見於Simon Writes這書中。
範例：
- Leihst du mir mal deine goma? （Radiergummi） - 你的橡皮擦可借我一下嗎？
- Traducierst du das mal? （traducir相當於德語的übersetzen，意即「翻譯」） - 你可以幫我翻譯一下嗎？
- Das ist ein asco. - 這很噁心。
- Lechen （to milk） -源自德語melken和西班牙語leche（意即「牛奶」）的混合[2]

經由貝爾格拉諾德語，有些德語借詞進入了阿根廷西班牙語中，像Kuchen這個詞及其一例。

## 註解
1. ↑  Vecoli, Rudolph J.; Judy Galens, Anna Jean Sheets, Robyn V. Young. . Gale Research. 1995. ISBN 0810391643.
2. ↑  Rodriguez, Julio. . Multicultural America. everyculture.com. （原始内容存档于2020-11-11）.

## 參照
本文翻譯自德語維基百科和英語維基百科，以下是德語維基百科和英語維基百科原文的參照：
- Schirp, Kerstin E. . Berlin-Hamburg-Münster: LIT Verlag. 2001: 76. ISBN 382585678X.
- Thierfelder, Franz; Judy Galens, Anna Jean Sheets, Robyn V. Young. . Decker. 1956: 203.